# تورنيكه أوكرياشفيلي
تورنيكه أوكرياشفيلي (بالإنجليزية: Tornike Okriashvili)‏؛ مواليد 26 فبراير 1992) هو لاعب كرة قدم جورجي. يلعب حاليا لنادي إيليتشيفيتتس ماريوبول كلاعب الوسط على سبيل الإعارة من نادي شاختار دونيتسك.

## وصلات خارجية
- تورنيكه أوكرياشفيلي على موقع الاتحاد الأوربي (الإنجليزية)
- تورنيكه أوكرياشفيلي على موقع اتحاد تركيا (لاعب) (الإنجليزية)
- تورنيكه أوكرياشفيلي على موقع اتحاد أوكرانيا (الإنجليزية)
- تورنيكه أوكرياشفيلي على موقع قاعدة بيانات كرة القدم.إي يو (الإنجليزية)
- تورنيكه أوكرياشفيلي على موقع ناشيونال فوتبول تيمز (الإنجليزية)
- تورنيكه أوكرياشفيلي على موقع Soccerway.com (الإنجليزية)
- تورنيكه أوكرياشفيلي على موقع عالم كرة القدم.نت (الإنجليزية)
- تورنيكه أوكرياشفيلي على موقع كووورة
- تورنيكه أوكرياشفيلي على موقع AS.com (الإسبانية)
- صفحة اللاعب على سوكرواي
- صفحة اللاعب على موقع اليويفا